# Joseph McBride
Joseph McBride (Milwaukee, 9 de agosto de 1947) es un historiador de cine, biógrafo, guionista, autor y educador estadounidense. Ha escrito numerosos libros que incluyen biografías de directores de cine notables, un libro sobre escritura de guiones, un libro de periodismo de investigación sobre el asesinato de JFK y una memoria de los años oscuros de su vida.
También trabaja como profesor en el Departamento de Cine de la Universidad Estatal de San Francisco.

## Carrera profesional

### Primeros años y carrera
Nacido en Milwaukee, Wisconsin, McBride creció en el suburbio de Wauwatosa. Asistió a la Universidad de Wisconsin, Madison, y trabajó como reportero para el Wisconsin State Journal en Madison, antes de mudarse a California en 1973.

### Libros
McBride ha publicado más de 20 libros desde 1968, incluidas biografías de los directores de cine Steven Spielberg (Steven Spielberg: A Biography, 1997, publicado y traducido en China continental en 2012), Frank Capra (Frank Capra: The Catastrophe of Success, 1992), Orson Welles (Orson Welles (1972), Orson Welles: Actor y director (1977) y What Ever Happened to Orson Welles ?: A Portrait of an Independent Career (2006)), y John Ford (John Ford (con Michael Wilmington, 1974) y Buscando a John Ford (2001)). El libro de entrevistas de McBride con el director Howard Hawks, Hawks on Hawks, se publicó en 1982.
En 2012, publicó un manual de escritura de guiones, Writing in Pictures: Guión hecho (en su mayoría) sin dolor. En el libro, McBride utiliza su adaptación del cuento de Jack London "To Build a Fire" para desglosar los pasos necesarios para un guion, como la investigación, los tratamientos y los bosquejos. El libro se basa en su amplia experiencia docente.
En 2013, publicó Into the Nightmare: My Search for the Killers of President John F. Kennedy y el oficial JD Tippit, que fue el resultado de la investigación de 31 años de McBride sobre el caso. Más tarde, en 2015, publicó The Broken Places: A Memoir, que trata sobre su problemática infancia, su crisis de adolescencia y su posterior recuperación.
Columbia University Press publicó ¿Cómo lo hizo Lubitsch?, la mirada de McBride a la carrera del cineasta Ernst Lubitsch, en junio de 2018.
En marzo de 2019, McBride publicó Frankly: Unmasking Frank Capra. Relata su batalla legal con el editor original Knopf/Random House y los aliados de Capra por la publicación de la biografía Frank Capra: The Catastrophe of Success, que fue publicada por Simon & Schuster en 1992.

### Cine y televisión
Los créditos de McBride como guionista incluyen las películas Rock 'n' Roll High School y Blood and Guts y cinco especiales del American Film Institute Life Achievement Award en CBS -TV sobre Fred Astaire, Frank Capra, Lillian Gish, John Huston y James Stewart. También fue coautor del especial de televisión en vivo de la Agencia de Información de los Estados Unidos en todo el mundo Let Poland Be Poland (1982).
En la película de Orson Welles The Other Side of the Wind (1970-1976), interpreta al crítico de cine, el Sr. Pister, trabajando además como consultor a su finalización en 2018. También es coproductor de los documentales Obsessed with "Vertigo": New Life para la obra maestra de Hitchcock (1997) y John Ford Goes to War (2002).

## Premios y reconocimientos
McBride recibió el premio en la categoría "Television: Comedy/Variety - Special" Writers Guild of America Award en 1984 por coescribir The American Film Institute Salute to John Huston con el productor George Stevens, Jr. También ha recibido otras cuatro nominaciones a la WGA, dos nominaciones a los Emmy y una nominación a los premios del cine canadiense. La edición francesa de Searching for John Ford, titulada A la recherche de John Ford, publicada en 2007, fue elegida Mejor Libro de Cine Extranjero del Año por la asociación francesa de críticos de cine, le Syndicat Français de la Critique de Cinéma.
Un largometraje documental sobre su vida y obra, Behind the Curtain: Joseph McBride on Writing Film History, escrito y dirigido por Hart Perez, tuvo su debut mundial en 2011 en el Tiburon International Film Festival en Tiburon, Marin County, CA, y fue lanzado en DVD en 2012.

## Vida personal
McBride vive en Berkeley, California. Su compañera es la autora y formadora en psicología Ann Weiser Cornell.